# Новониколаевка (Мелитопольский район)
Новоникола́евка (укр. Новомиколаївка) — село,
Новониколаевский сельский совет,
Мелитопольский район,
Запорожская область,
Украина.
Код КОАТУУ — 2323082401. Население по переписи 2001 года составляло 2164 человека.
Является административным центром Новониколаевского сельского совета, в который, кроме того, входят сёла
Зеленчук,
Першотравневое,
Пивденное,
Схидное и
Трудовое.

## Географическое положение
Село Новониколаевка находится у истоков реки Тащенак,
ниже по течению на расстоянии в 4 км расположено село Удачное.
Река в этом месте пересыхает. На территории села находится Тащенакская балка.
Через село проходит проходит автомобильная дорога Т-0805.

## История
Село было основано в 1818 году переселенцами из села Шульговка Новомосковского уезда и в память о родине переселенцев также названо Шульговкой .
В конце XVIII столетия близ Новониколаевки, в верховьях р. Тащенак (река) была основана колония меннонитов
В 1886 году известняковые обнажения близ села изучал известный геолог, академик Н. А. Соколов 
В 1920 году в селе организована сельскохозяйственная артель «Восход», через год — коммуна «Путь к социализму».
В 1924 году село было переименовано в Новониколаевку
От германской оккупации Новониколаевка была освобождена 25 октября 1943 года.
В годы застоя в Новониколаевке располагалась центральная усадьба колхоза «Таврия», за которым было закреплено 12 455 га сельскохозяйственных угодий. Подсобными предприятиями колхоза были мельница и пилорама. В селе также размещался цех районного межхозяйственного объединения по производству животноводческой продукции.
После получения Украиной независимости колхоз «Таврия» распался, на территории сельсовета возникло много небольших фермерских хозяйств, а многие колхозники остались без работы. В 2008 году безработица в сельсовете достигла 73 %.

## Экономика
- Птице-товарная ферма.
- «Таврия», кооператив.

## Объекты социальной сферы
- Школа.
- Школа I—II ст.
- Школа-интернат.
- Детский сад.
- Филиал Вознесенской музыкальной школы.[9]
- Дом культуры.
- Участковая больница.

## Достопримечательности
- Старинный дом купца И. Н. Калинина[10].
- Братская могила 72 танкистов 19-го танкового корпуса, которые погибли при освобождении Новониколаевки от гитлеровцев.
- В окрестностях Новониколаевки раскопан скифский курган IV в. до н. э.[1]

## Известные жители
- П. К. Годованец — председатель колхоза «Таврия», кавалер орденов Октябрьской Революции и Трудового Красного Знамени.[6]
- В. В. Горб — мастер спорта УССР и СССР, неоднократный рекордсмен и трёхкратный чемпион Украины  по гиревому спорту.[11]